# اس‌اس اتراتو
اس‌اس اتراتو (به انگلیسی: SS Atrato) یک کشتی است. این کشتی در سال ۱۸۵۳ ساخته شد.